# Latenivenatrix
Latenivenatrix (il cui nome significa "cacciatrice nascosta") è un genere estinto di dinosauro teropode troodontide vissuto nel Cretaceo superiore, circa 75.5 milioni di anni fa (Campaniano), in Alberta, Canada. Il genere contiene una singola specie, ossia L. mcmasterae, descritta nel 2017, da resti precedentemente identificati come Troodon.

## Descrizione

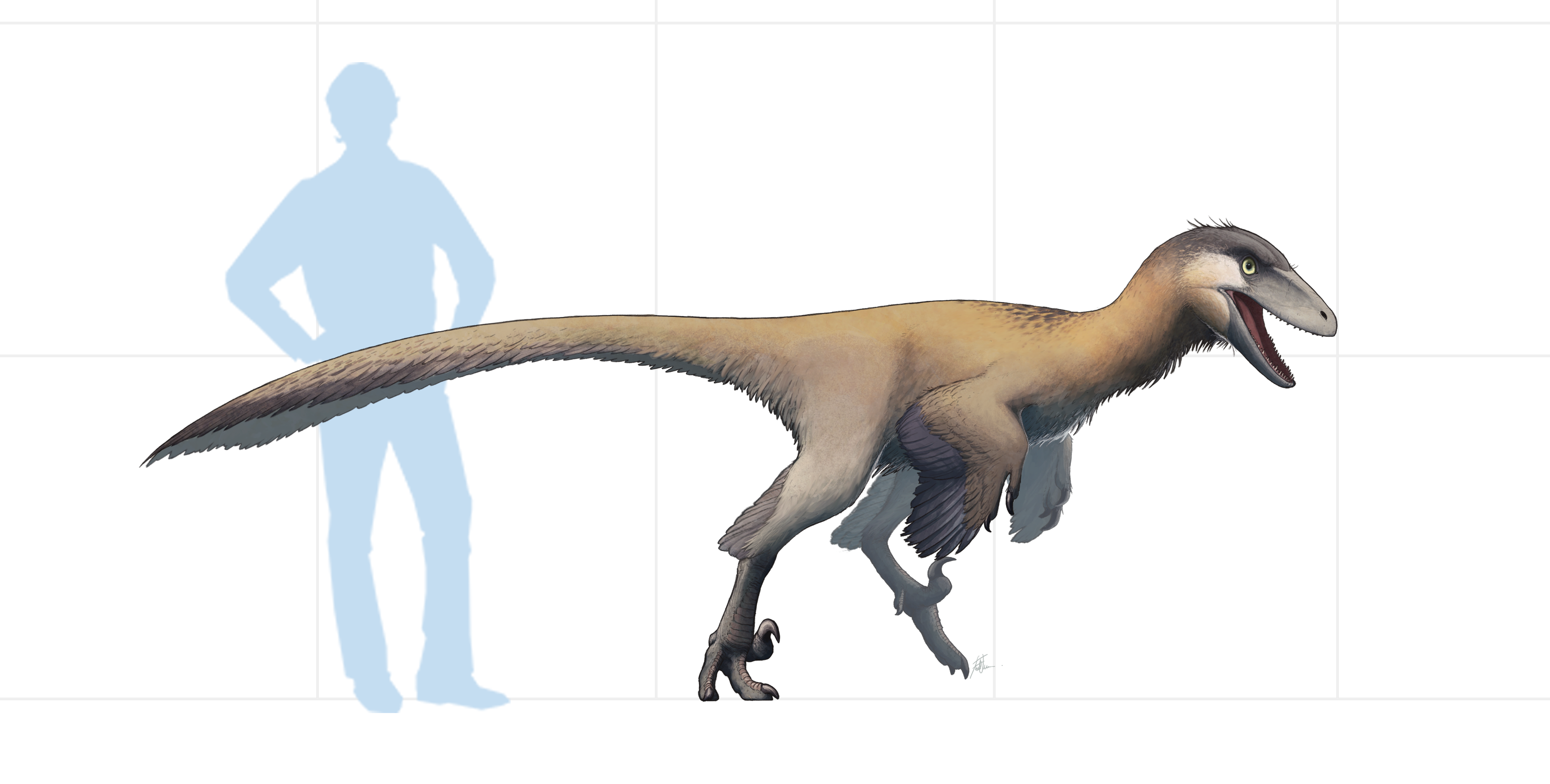
Dimensioni e ricostruzione di Latenivenatrix

Il Latenivenatrix rappresenta il più grande troodontide noto. Il suo cranio è stato stimato a 45 centimetri (17,7 pollici) di lunghezza, mentre il resto del corpo poteva raggiungere una lunghezza totale di 3-3,5 metri (9,8-11,4 piedi), per altezza di quasi 2 metri (6,5 piedi). La costituzione corporale invece doveva essere simile a quella degli altri troodontinae.
L'animale può, inoltre, essere distinto dagli altri troodontidi grazie ai seguenti tratti diagnostici, o autapomorfie, presenti nel bacino: Il pube è rettificato formando un angolo di 17 °; L'albero pubico è curvato anteriormente; È presente una grossa cicatrice muscolare sulla superficie laterale dell'albero pubico, leggermente prossimale allo stivale pubico (presente anche nel dromaeosauride Hesperonychus). Altri tratti diagnostici che distinguono il Latenivenatrix dagli altri troodontidi derivati sono: la forma triangolare di ogni osso frontale che ha anche una singola scanalatura profonda nella superficie di contatto frontale, e una superficie concava anteriore di III metatarso. Mentre questo tratto è chiaramente assente in altri troodontidi derivati come Saurornithoides, Talos, Urbacodon e Stenonychosaurus, sembra essere presente anche in Philovenator e, non chiaramente verificabile, in diverse specie.

## Classificazione
Il Latenivenatrix fa parte della famiglia dei Troodontidae, nella sottofamiglia di Troodontinae, formando un clade con Linhevenator e Philovenator. Quest'ultimi sono specie asiatiche, il che significa che probabilmente il Latenivenatrix non ha dato origine a Stenonychosaurus, pur essendo presente negli strati immediatamente successivi.

## Storia della scoperta
Nel 1968, Irene Vanderloh trovò all'interno del Dinosaur Provincial Park in Alberta uno scheletro parziale di un troodontide, il campione CMN 12340. Successivamente, nel 1969 Dale Alan Russell assegnò questo campione a Stenonychosaurus. Il campione rappresentava il fossile di troodontide più completo conosciuto in America. Nel 1987, Philip John Currie, a seguito della sinonimia di Stenonychosaurus, assegnò il campione al genere Troodon formosus, rappresentando la gran parte delle informazioni di questa specie.
Nel giugno 2014, uno studente del paleontologo Aaron van der Reest ritrovò negli stessi strati del Dinosaur Provincial Park, nella zona Megaherbivore Assemblage Zone 2, un grande bacino di troodontide, l'esemplare UALVP 55804. La diversa forma del bacino indicavano che si trattasse di un nuovo taxon. Questo nuovo ritrovamento generò confusione tra i paleontologi poiché si trovava in uno strato più vecchio della Formazione Dinosaur Park, antecedente anche dell'olotipo di Stenonychosaurus. Pertanto si decise di istituire un nuovo taxon sulla base di questo nuovo esemplare e dei resti di MAZ-2. Nel frattempo, il genere Troodon, basato solo su dei denti sciolti non distinguibili da quelli di altre specie canadesi, cominciò ad essere considerato come non-diagnosticabile divenendo un nomen nudum.
Nel 2017, la specie tipo Latenivenatrix mcmasterae è stata nominata e descritta da Van der Reest e Currie. Il nome del genere, Latenivenatrix, è una combinazione dei termini latini latens ossia "nascondersi", in riferimento al fatto che il materiale della specie era stato assegnato ad un genere sbagliato, e venatrix ossia "cacciatrice". Il nome specifico, mcmasterae, onora Lyne McMaster, la defunta madre di Van der Reest.
L'olotipo (CMN 12340) è costituito da un bacino, risalente al Campaniano. Il campione MAZ-2 risale a 75,9-75,3 milioni di anni fa, ed è costituito da uno scheletro parziale con annesso il cranio. L'olotipo contiene: il cranio, la parte posteriore del cranio, una vertebra, tre vertebre caudali, tre chevron, quattro costole, sette costole dell'addome, il braccio sinistro, l'ulna destra, un femore, due piedi e le caviglie. Sono stati inoltre aggiunti tre esemplari, in parte perché provengono dagli stessi strati. UALVP 55804, composto da un osso sacro e un bacino con annesso ileo e pube. TMP 1982.019.0023, composto da un cranio quasi completo, descritto da Currie nel 1985, e in seguito assegnato a Troodon. 1992.036.0575 TMP, comprendente una mandibola parziale e il piede sinistro. Inoltre, 1979.008.0001 TMP, TMP e TMP 1980.016.1478 1986.036.004 sono stati descritti nel testo come esemplari di Latenivenatrix, pur senza incarico formale.

## Paleobiologia
Il Latenivenatrix è il più grande troodontide conosciuto, con una lunghezza totale stimata a 3,5 metri (11,5 piedi). Come tutti i troodontidi derivati, probabilmente era un teropode bipede onnivoro, che aveva perso come tutti i troodontidi le capacità avicole dei suoi antenati. Il suo ruolo ecologico era probabilmente distinto da quello di Stenonychosaurus, altro genere di troodontide ma più piccolo, ritrovato nella medesima formazione. Le due specie potevano essere distinte dalle differenze morfologiche sopracitate, e probabilmente anche dalle diverse nicchie ecologiche che occupavano.

### Paleopatologia
Un osso parietale, catalogato come (TMP 79.8.1) mostra un'"apertura patologica". Nel 1985, Phil Currie ipotizzò che questa apertura fu causata da una cisti, ma nel 1999 Tanke e Rothschild interpretarono questa apertura come una ferita da morso. In un altro esemplare, stavolta un esemplare appena nato, sembrerebbe aver sofferto di una malformazione della parte anteriore della mascella, che risultava quasi attorcigliato.